# Blake Richardson
 (juin 2019).
Si vous disposez d'ouvrages ou d'articles de référence ou si vous connaissez des sites web de qualité traitant du thème abordé ici, merci de compléter l'article en donnant les références utiles à sa vérifiabilité et en les liant à la section « Notes et références ».
Blake Richardson, né le 29 juin 1984, est un musicien américain.

## Biographie
Depuis 2005, il est le batteur du groupe américain Between the Buried and Me, dans lequel il a remplacé le batteur originel, Jason Roe. 
Il a également participé à la formation du groupe Glass Casket.